# 현절사
현절사(顯節祠)는 대한민국 경기도 광주시 남한산성면, 남한산성 내에 있는 사당이다. 1972년 5월 4일 경기도의 유형문화재 제4호로 지정되었다.

## 개요
병자호란(1636) 때 3학사 윤집·홍익한·오달제의 넋을 위로하고 충절을 기리기 위하여 세운 사당이다. 3학사는 적에게 항복하기를 끝까지 반대하다가 청나라에 끌려가 갖은 곤욕을 치르고 참형을 당하였다.
조선 숙종 14년(1688)에 그들이 끝까지 척화의 의리를 내세우던 곳인 남한산성 기슭에 지었으며, 숙종 19년(1693)에는 나라에서 ‘현절사’라 이름을 지어 현판을 내렸다. 우국충절을 장려할 목적으로 지었으므로 모든 경비를 나라에서 지원하였다. 숙종 37년(1711)에 김상헌과 정온을 함께 모시게 되면서 현 장소로 옮겨 지었다.
앞면 3칸·옆면 2칸의 규모로, 지붕은 옆면이 사람 인(人)자 모양인 맞배지붕이다. 앞면은 제사지낼 때 활용할 수 있도록 퇴칸으로 개방하였고, 옆면은 바람막이 풍판을 달고 방화벽으로 마감하였다.
고종 8년(1871) 전국의 서원 및 사우에 대한 대대적인 철폐 때에도 제외되어 지금까지 존속되고 있다.

## 제향
고종 8년(1871) 전국의 서원 및 사우에 대한 대대적인 철폐 때에도 제외되어 지금까지 존속되고 있으며 매년 음력 9월 10일(양력 10.20)에 배향한다. 봄에는 하남시에서, 가을에는 광주시에서 문화원을 통해 지원(250만원)을 하고 있으며 진행은 각 유도회에서 맡고 있다. 2008년 4월 21일 광주시의 향토문화유산(무형문화재) 제2호로 지정되었다.

## 관리단체
(재)경기문화재단에서 관리하여왔으나, 2016년 12월 20일부터 경기도지사로 변경되었다.

## 현지 안내문
현절사(顯節祠)는 병자호란 때 적에게 항복하기를 끝까지 반대했던 홍익한, 윤집, 오달제 등 삼학사의 충절을 기리기 위하여 세운 사당이다. 부속 건물을 합하여 3동으로 구성되었는데, 단아하고 소박한 인상을 주어 조선의 선비 정신을 말해주는 건물이라 할 수 있다. 병자호란 때 조정은 청나라와 화의를 주장하는 주화파와 끝까지 싸우자는 주전파가 대립하였는데, 결국 주화파의 의견대로 화의가 이루어져 인조는 삼전도에서 항복하였다. 청나라는 끝까지 전쟁을 주장한 조선의 대신들을 볼모로 데려갔다. 삼학사는 당시 청나라에 끌려간 대신들 중 끝까지 굴복하지 않고 참형을 당한 사람들이다.
사당은 이들이 처형된지 50년 만인 숙종 14년(1688년)에 유수 이세백의 주도로 세워졌으며 숙종 19년에 왕은 현절사라는 이름을 내려주었다. 숙종 25년에는 삼학사와 함께 항복하기를 거부한 문정공 김상헌(文正公 金尙憲), 정온의 위패도 함께 모시게 되었다.

## 같이 보기
- 현절사 제향
- 삼학사
- 김상헌
- 정온

## 참고 자료
- 현절사 - 국가유산청 국가유산포털